# Wojciech Olański
Wojciech Olański (ur. 26 kwietnia 1957) – brydżysta, Arcymistrz Międzynarodowy (PZBS), World International Master (WBF), European Master, European Champion w kategorii juniorów (EBL), sędzia okręgowy, trener II klasy, odznaczony brązową odznaką PZBS (1987), reprezentant Polski (do 2003 roku) oraz Litwy.
Żona - Maria Olańska, dzieci: Marcelina Olańska i Magdalena Olańska.

## Wyniki brydżowe

### Zawody krajowe
W rozgrywkach krajowych zdobywał następujące lokaty:
| Drużynowe mistrzostwa Polski | Drużynowe mistrzostwa Polski | Drużynowe mistrzostwa Polski |
| Sezon                        | Drużyna                      | Pozycja                      |
| ---------------------------- | ---------------------------- | ---------------------------- |
| 2009                         | Sygnity Wrocław              | 2                            |
| 2008                         | Sygnity Wrocław              | 1                            |
| 2007                         | Sygnity Wrocław              | 1                            |
| 2004                         | Computerland AZS P. Wrocław  | 1                            |
| 2002/03                      | AZS Politechnika Wrocław     | 2                            |
| 2001                         | Cronix AZS P. Wrocław        | 2                            |
| 2000                         | AZS Politechnika Wrocław     | 1                            |
| 1999                         | Evita AZS Wrocław            | 3                            |
| 1998                         | Evita AZS Wrocław            | 3                            |
| 1996                         | AZS Politechnika Wrocław     | 2                            |
| 1995                         | AZS Politechnika Wrocław     | 2                            |
| 1994                         | AZS Politechnika Wrocław     | 3                            |
| 1993                         | AZS Politechnika Wrocław     | 1                            |
| 1991/92                      | AZS Wrocław                  | 2                            |

| Mistrzostwa Polski teamów | Mistrzostwa Polski teamów | Mistrzostwa Polski teamów | Mistrzostwa Polski teamów |
| Rok                       | Typ                       | Kategoria                 | Pozycja                   |
| ------------------------- | ------------------------- | ------------------------- | ------------------------- |
| 2006                      | Otwarte                   | Open                      | 2                         |
| 2004                      | Otwarte                   | Open                      | 1                         |
| 2002                      | Patton                    | Open                      | 1                         |
| 2002                      | IMP                       | Open                      | 1                         |
| 2000                      | Patton                    | Open                      | 1                         |
| 1994                      | IMP                       | Open                      | 2                         |

| Mistrzostwa Polski par | Mistrzostwa Polski par | Mistrzostwa Polski par | Mistrzostwa Polski par |
| Rok                    | Kategoria              | Partner                | Pozycja                |
| ---------------------- | ---------------------- | ---------------------- | ---------------------- |
| 1999                   | Open                   | Włodzimierz Starkowski | 3                      |
| 1991                   | Open                   | Stanisław Gołębiowski  | 1                      |

### Olimiady
W olimpiadach w zawodach teamów uzyskał następujące rezultaty:
| Olimpiady brydżowe. Zawody teamów | Olimpiady brydżowe. Zawody teamów | Olimpiady brydżowe. Zawody teamów     | Olimpiady brydżowe. Zawody teamów | Olimpiady brydżowe. Zawody teamów | Olimpiady brydżowe. Zawody teamów |
| Rok                               | Miejsce                           | Zawody                                | Kategoria                         | Drużyna                           | Pozycja                           |
| --------------------------------- | --------------------------------- | ------------------------------------- | --------------------------------- | --------------------------------- | --------------------------------- |
| 2008                              | Pekin                             | 1. Światowe Zawody Sportów Umysłowych | Open                              | Lithuania                         | 53                                |
| 2004                              | Stambuł                           | 12 Olimpiada Teamów                   | Open                              | Lithuania                         | 37                                |

### Zawody światowe
W światowych zawodach zdobył następujące lokaty:
| Mistrzostwa Świata. Konkurencja teamów | Mistrzostwa Świata. Konkurencja teamów | Mistrzostwa Świata. Konkurencja teamów | Mistrzostwa Świata. Konkurencja teamów | Mistrzostwa Świata. Konkurencja teamów | Mistrzostwa Świata. Konkurencja teamów |
| Rok                                    | Miejsce                                | Zawody                                 | Kategoria                              | Drużyna                                | Pozycja                                |
| -------------------------------------- | -------------------------------------- | -------------------------------------- | -------------------------------------- | -------------------------------------- | -------------------------------------- |
| 2006                                   | Werona                                 | 12. Mistrzostwa Świata                 | Open                                   | Computerland                           | 65                                     |
| 2003                                   | Monte Carlo                            | 36. Mistrzostwa Świata Teamów          | Tran                                   | Computerland                           | 16                                     |
| 2002                                   | Montreal                               | 11. Mistrzostwa Świata                 | Open                                   | Olański                                | 9                                      |
| 2001                                   | Paryż                                  | 35. Mistrzostwa Świata Teamów          | Trans                                  | Cronix AZS                             | 27                                     |
| 2000                                   | Southampton                            | 34. Mistrzostwa Świata Teamów          | Trans                                  | Zakrzewski                             | 17                                     |
| 1998                                   | Lille                                  | 10. Mistrzostwa Świata                 | Open                                   | Kowalski                               | 33                                     |
| 1997                                   | Hammamet                               | 33. Mistrzostwa Świata Teamów          | Trans                                  | Chmurski                               | 37                                     |
| 1994                                   | Albuquerque                            | 9. Mistrzostwa Świata                  | Open                                   | Leśniewski                             | 17                                     |
| 1993                                   | Santiago                               | 31. Mistrzostwa Świata Teamów          | Open                                   | Poland                                 | 6                                      |

| Mistrzostwa Świata. Konkurencja par | Mistrzostwa Świata. Konkurencja par | Mistrzostwa Świata. Konkurencja par | Mistrzostwa Świata. Konkurencja par | Mistrzostwa Świata. Konkurencja par | Mistrzostwa Świata. Konkurencja par |
| Rok                                 | Miejsce                             | Zawody                              | Kategoria                           | Partner                             | Pozycja                             |
| ----------------------------------- | ----------------------------------- | ----------------------------------- | ----------------------------------- | ----------------------------------- | ----------------------------------- |
| 2006                                | Werona                              | 12. Mistrzostwa Świata              | Open                                | Włodzimierz Starkowski              | 10                                  |
| 2002                                | Montreal                            | 11. Mistrzostwa Świata              | Open                                | Włodzimierz Starkowski              | 96                                  |
| 1998                                | Lille                               | 10. Mistrzostwa Świata              | Open                                | Włodzimierz Starkowski              | 49                                  |
| 1994                                | Albuquerque                         | 9. Mistrzostwa Świata               | Open                                | Grzegorz Gardynik                   | 50                                  |

### Zawody europejskie
W europejskich zawodach zdobył następujące lokaty:
| Zawody europejskie. Konkurencja teamów | Zawody europejskie. Konkurencja teamów | Zawody europejskie. Konkurencja teamów    | Zawody europejskie. Konkurencja teamów | Zawody europejskie. Konkurencja teamów | Zawody europejskie. Konkurencja teamów |
| Rok                                    | Miejsce                                | Zawody                                    | Kategoria                              | Drużyna                                | Pozycja                                |
| -------------------------------------- | -------------------------------------- | ----------------------------------------- | -------------------------------------- | -------------------------------------- | -------------------------------------- |
| 2011                                   | San Marino                             | 4. Europejskie Rozgrywki Małych Federacji | Open                                   | Lithuania                              | 3                                      |
| 2009                                   | Wilno                                  | 2 Europejskie Rozgrywki Małych Federacji  | Open                                   | Lithuania 2                            | 1                                      |
| 2009                                   | San Remo                               | 4. Otwarte Mistrzostwa Europy             | Open                                   | Vytas                                  | 58                                     |
| 2008                                   | Pau                                    | 49. Mistrzostwa Europy Teamów             | Open                                   | Lithuania                              | 35                                     |
| 2007                                   | Wrocław                                | 6. Puchar Europy                          | Open                                   | SAPW Poland                            | 2                                      |
| 2007                                   | Antalya                                | 3. Otwarte Mistrzostwa Europy             | Open                                   | Garsu Pasaulis                         | 9                                      |
| 2006                                   | Warszawa                               | 48. Mistrzostwa Europy Teamów             | Open                                   | Lithuania                              | 32                                     |
| 2005                                   | Teneryfa                               | 2. Otwarte Mistrzostwa Europy             | Open                                   | Computerland AZS PW                    | 36                                     |
| 2004                                   | Barcelona                              | 3. Puchar Europy                          | Open                                   | CW-Poland                              | 2                                      |
| 2004                                   | Malmo                                  | 47. Mistrzostwa Europy Teamów             | Open                                   | Lithuania                              | 30                                     |
| 2003                                   | Mentona                                | 1. Otwarte Mistrzostwa Europy             | Open                                   | Polytyło                               | 48                                     |
| 1982                                   | Salsomaggiore                          | 8. Młodzieżowe Mistrzostwa Europy Teamów  | Juniorzy                               | Poland                                 | 1                                      |

| Zawody europejskie. Konkurencja par | Zawody europejskie. Konkurencja par | Zawody europejskie. Konkurencja par | Zawody europejskie. Konkurencja par | Zawody europejskie. Konkurencja par | Zawody europejskie. Konkurencja par |
| Rok                                 | Miejsce                             | Zawody                              | Kategoria                           | Partner                             | Pozycja                             |
| ----------------------------------- | ----------------------------------- | ----------------------------------- | ----------------------------------- | ----------------------------------- | ----------------------------------- |
| 2009                                | San Remo                            | 4. Otwarte Mistrzostwa Europy       | Open                                | Vytautas Vainikonis                 | 217                                 |
| 2007                                | Antalya                             | 3. Otwarte Mistrzostwa Europy       | Open                                | Erikas Vainikonis                   | 114                                 |
| 2005                                | Teneryfa                            | 2. Otwarte Mistrzostwa Europy       | Open                                | Włodzimierz Starkowski              | 26                                  |
| 2003                                | Mentona                             | 1. Otwarte Mistrzostwa Europy       | Open                                | Michał Kwiecień                     | 320                                 |
| 2001                                | Sorento                             | 11. Mistrzostwa Europy Par          | Open                                | Michał Kwiecień                     | 12                                  |
| 1999                                | Warszawa                            | 10. Mistrzostwa Europy Par          | Open                                | Włodzimierz Starkowski              | 73                                  |
| 1997                                | Haga                                | 9 Mistrzostwa Europy Par            | Open                                | Włodzimierz Starkowski              | 53                                  |
| 1996                                | Monte Carlo                         | 4. Mistrzostwa Europy Mikstów       | Mikst                               | Małgorzata Pasternak                | 168                                 |
| 1993                                | Bielefeld                           | 7. Mistrzostwa Europy Par           | Open                                | Włodzimierz Starkowski              | 35                                  |
| 1991                                | Montecatini                         | 6 Mistrzostwa Europy Par            | Open                                | Stanisław Gołębiowski               | 90                                  |

## Klasyfikacja
- Wojciech Olański – klasyfikacja PZBS
- Wojciech Olański – klasyfikacja EBL (ang.)
- Wojciech Olański – klasyfikacja WBF (ang.)